# Дав'єль
Дав'є́ль (рос. Давъель) — річка в Республіці Комі, Росія, права притока річки Ісперед'ю, правої притоки річки Ілич, правої притоки річки Печора. Протікає територією Троїцько-Печорського району.
Річка протікає на південь, південний захід та південь.